# Битка код Ватерлоа
Битка код Ватерлоа је била последња Наполеонова битка. На Ватерлоу се 18. јуна 1815. борио и изгубио против војске Седме коалиције, којом су командовали војвода од Велингтона и Гебхард фон Блихер. Наполеон је након повратка са Елбе поново постао цар Француске за време периода Наполеонових сто дана. Снаге остатка Европе ујединиле су се против Француске у Седму коалицију око Велике Британије, Пруске и Русије. Битка се одиграла у Белгији, 2 km од Ватерлоа и 12 km од Брисела.

## Увод
Шест дана пре него што је Наполеон дошао до Париза, на Бечком конгресу је 13. марта 1815. био проглашен побуњеником, а 17. марта 1815. четири велике силе Велика Британија, Пруска, Русија и Аустрија су се међусобно обавезале да ће прикупити 150.000 војника да би свргнули Наполеона. Наполеон није успео у покушајима да увери некога од чланова Седме коалиције да одустане од коалиције. Због тога је сматрао да је његова једина шанса ако први нападне, пре него што коалиција сакупи сву војску. Кад би јужно од Брисела уништио коалицијске снаге, пре него што добију појачања, тада би Британце могао да врати на море, а Пруску избаци из рата.
Наполеон је поделио своју војску на лево крило под командом Мишела Неја, десно крило под командом маршала Грушија и резерву, којом је командовао он лично. када су прешли границу са Белгијом, Французи су изгурали коалицијске предстраже и Наполеон је осигурао централну позицију на раскрсници између Велингтонове савезничке војске на северозападу и Блихерове пруске војске на североистоку. Иако су чланови коалиције били добро информисани о Наполеоновим кретањима и обнављању непријатељстава, Велингтон није реаговао све до 15. јуна. Наполеон је Прусе сматрао највећом претњом, па се окренуо најпре против њих, нападајући њихове предстражу у Туену близу Шарлроа, затим је напредовао кроз Шарлроа. То вече Наполеонови извиђачи су дошли до Катре Бра. Цитенова заштитница задржала је Наполеоново напредовање, што је дало фон Блихеру могућност да сакупи снаге на Сомбрефу, који је раније одабрао као добру обрамбену тачку. Наполеон је посла маршала Неја да осигура раскршће путева у Катр Бра, према којем је Велингтон у журби концентровао своју расштркану армију. Када је Неј осигурао Катр Бра, окренуо се источно и ојачао Наполеона.
Када је 16. јуна маршал Неј вратио до Катр Бра затекао је ту мало савезничких снага. Пошто је од раније знао за вештину војводе од Велингтона да прикрива своју праву снагу, Неј је преценио снаге које су се налазиле на Катр Бра. Иако је имао много више војника маршал Неј се опрезно борио, па није успео да заузме раскршће. Војвода од Велингтона је поподне лично преузео команду над снагама на раскршћу Катр Бра. Та позиција се током дана ојачавала савезничким снагама, док нису коначно имали довољно снага да напредују и изврше напад на Французе.
Наполеон је у међувремену са резервом и десним крилом армије победио Прусе под командом генерала Блихера у бици код Лињија 16. јуна 1815. Пруски центар је попустио под тешким француским нападом, али крила су се одржавала. Да је тада Неј дошао у помоћ како је било планирано, Пруси би били деломично окружени са запада улетели би у велико уништење бегом на исток.
Пруски пораз код Лињија учинио је Велингтонову позицију на Катр Бра неодбрањивом, па се он 17. јуна повукао на север. Међутим Велингтонова контрола над Катр Бра омогућила је Прусе да се врате и да подрже Велингтона близу њихове линије одступања. То Наполеону никако није одговарало. Наполеонова стратегија је била да велику коалицијску војску разбија у мале делове, које он може нападати једне по једне.
Пруси су се повукли према Вавру. Командант пруског штаба Август фон Гнајзенау планирао је да сакупља пруску војску у Тилију, одакле је могао помагати Велингтону. Међутим изгубио је контролу, јер се део војске повукао према Рајни. Већину је ипак скупио у Вавру. Ту је фон Гнајзенау одлучио да у зору крене према Велингтоновом левом крилу са 1., 2. и 4. корпусом. Четврти корпус под заповедништвом генерала Билова фон Деневица није био присутан, кад су били поражени од Наполеона. Стигли су у ноћи између 17. и 18. јуна као појачање. Трећи корпус је представљао заштитницу.
Велингтон је провео 17. јун враћајући се на претходни обрамбени положај на брду Сент Жан, ниској избочини јужно од Ватерлоа. Лево крило француске војске под командом Неја га је следило. Наполеон се придружио Неју са већином резерви, које су поразиле Прусе у Лињију. Наполеон је генералу Грушу издао 17. јуна неодређене команде да са 30.000 војника прогања Прусе. То је допринело каснијем поразу. Команде је издао ујутро 17. јуна, а Груш је са прогањањем започео касно тога дана, када Пруси више нису били ангажовани. Изгубљено је било драгоцено време да се одреди где је главнина пруске војске, тако да је било касно да се спрече Пруси да дођу до Вавра. А од Вавра су Пруси могли помагати Велингтона. Са десним крилом армије Севера 18. јуна дошло је до сукоба са Прусима код Вавра.

## Бојни поредак
У бици је учествовало 71.947 француских војника. Савезници из Британије, Брунсвика, Хановера, Насауа и Холандије имали су 67.661 војника. Од 26 пешадијских брогада у Велингтоновој војсци било је 9 британских бригада. Од 12 коњичких бригада 7 је било британских. У бици су суделовала 2 и по корпуса пруске војске. Нападали су француско десно крило. До 18:00 у бици је учествовало 48.000 пруских војника. Две бригаде напале су Лобау у 16:30, а 2. корпус и делови 1. корпуса су се укључили у 18:00.

## Битка
На десној страни Ватерлоа је „дворац“ Хугемонт, који није представљао неку озбиљну војну утврду. Одатле се протезала избочина у смеру запад-исток до села Папелат на крајње левој страни. И Хугемонт и Папелот су били утврђени, па су сигурно ушвршћивали Велингтонова крила. Папелот је осим тога контролисала пут према Вавру, одакле је требало стићи пруско појачање. Избочину је пресецао друм у смеру север-југ према Бриселу. На западној страни тога друма испред Велингтонове линије била је фарма Ла Хеј Сент, где је Велингтон сместио 350 пешадинаца. На супротној страни друма био је песак, који је представљао заштиту за једну јединицу стрелаца.
Велингтон је заузео добар бојни поредак. Било који напад на Велингтонову десну страну суочавао би се са Хугемонтом. Било који напад на центар значи да ће се нападач суочавати са ватром са Ла Хеј Сента и са песка. Било који напад на леву страну значио би борбе кроз улице Папелота. Осим тога Велингтон је по обичају добро прикрио праву снагу своје војске. Наполеон је одбацио могућност да изманеврише Велингтона са тога повољног положаја, јер како време пролази могу доћи и Пруси. Због тога се одлучио за план да направи напад, којим би одвукао Велингтонову пажњу од правог циља. Наполеон је сматрао да ће напад на Хугемонт одвући Велингтонове резерве у том правцу, па ће моћи напасти леви Велингтонов центар пуном снагом. Наполеон се надао да ће тим нападом пробити Велингтонове ослабљене линије и тиме отерати Велингтона од Пруса, а Пруси би се после тога нашли заглављени између Наполеона и Грушија.
Битка је започела одвлачећим нападом на Хугемонт у 10:00. Успех Наполеонова плана је зависио од тога колико ће Велингтон повући резерви на угрожено десно крило. Жером Бонапарта је предводио напад на Хугемонт. Велингтон је стварно повукао већину резерви на десно крило. Међутим напад на Хугемонт развио се у целодневну битку, у коју је улазило све више француских војника. Због тога је то имало супротан ефекат од намераваног.
Главни напад, који би почињао опасном француском пољском артиљеријом каснио је сатима док год се тло од претходног пљуска није довољно осушило да би издржало тежину артиљерије. Осим тога блато је спречавало и пешадију и коњицу. Када је француска артиљерија започела паљбу око 11:35, очекивани ефект артиљерије је изостао због меког тла, које је апсорбовало удар многих артиљеријских зрна. Осим тога Велингтонова тактика је умањила број вредних мета. Око 13:30 Наполеон је добио информације да Пруси напредују према његовој десној страни. Због тога је наредио маршалу Неју да пошаље пешадију под командом Дерлона према Велингтоновом левом центру источно од Ла Хеј Сента. Дерлон је имао 4 дивизије од 18.000 војника. Дерлон се већ сукобљавао са Велингтоном раније у Шпанији и знао је за његову тактику масивног кориштења краткодосежних мушкети против пешадије. Дерлон је због тога одлучио да не напада у уобичајеном француском распореду, него батаљон по батаљон, један иза другога. Дивизија која је била на крајње левој страни упустила се у сукобе са браниоцима на Ла Хеј Сенту. Десна се упустила у борбе кроз Папелот. Преостале две дивизије под командом генерала Донзелоа и Маркоњеа су напале низоземску 1. бригаду и успеле је након артиљеријске паљбе и борбе брзо истиснути са избочине. Иза њих је била дивизија од 7.000 војника под командом генерала Томаса Пиктона. Дивизија је имала и ветеране из рата у Шпанији. Уследио је сукоб Пиктонове дивизије од 7.000 војника против 9.000 француских војника. Дошло је до размене ватре, борбе изблиза и прса о прса. Изгледало је да ће Пиктонови војници изгубити.

### Британска коњица
У том кључном тренутку појавила се британска тешка коњица, која се дотад није видела иза избочине. Предводио их је лорд Уксбриџ, главни савезнички командант коњице. Око 3.000 коњаника је напало Дерлонову пешадију, која је дотад била распоређена за борбу мушкетама. Дерлонова пешадија није имала ни времена ни простора да формира обрамбене квадрате. Коњица је разбила две регименте оклопника, две дивизије Донзелоа и Маркоњеа, тако да су у каснијој бици јако мало учествовали. Британска тешка коњица је кренула даље у напад, уместо да се групише. Коњица је наставила са нападима и при томе је посекла доста артиљераца. Међутим коњичка формација је била у том тренутку у нереду, па их је напала француска коњица и нанела им тешке губитке. Губици су тада били око четврт укупних снага. Током целе битке губици су били 45% укупног броја. Тај догађај је британску коњицу јако много коштао. Иако су јако скупо платили у каснијем делу битке су успевали да крећу у контранападе против комбинованих напада француске пешадије и коњице.

### Појава Пруса и Нејов коњички напад на центар
Пруси су се почели појављивати на бојном пољу. Наполеон је послао резерву, Лобауов 6. корпус и две коњичке дивизије, све заједно 15.000 војника, да их задржи. Тако је Наполеон потрошио све пешадијске резервне снаге, осим гарде. Остао је да се обрачуна са Велингтоном са мањим бројем војника.
У том тренутку маршал Неј је приметио очито повлачење из Велингтонова центра. То је било изношење рањених из претходних окршаја, а Мишел Неј је то погрешно протумачио као почетак повлачења. Неј није имао резервне пешадије на располагању, јер је или нападала Хугемонт или је бранила француску десну страну. Због тога одлучује да продре у центар само тешком коњицом. Коњица се пењала уз стрмину против пешадије, која их је чекала. Напади коњице су више пута одбијени чврстим пешадијским квадратима и артиљеријском ватром. Уследили су одлучни контранапади лаке коњице и низоземске тешке коњице. После низа неуспешних напада француска коњица је била исцрпљена.
Нејов коњички напад је био највећи коњички јуриш у историји ратовања али у опсегу једне битке јер је у напад јуришало 12.000 француских коњаника на британске положаје. То је био застрашујући јуриш јер је француска војска желела тиме застрашити непријатеља. Јуриши су извођени неколико пута док и овај напад није сломљен.

### Борбе са Прусима за Плансеноа
Мишел Неј је после тога организовао напад на Ла Хеј Сент, коју је освојио након што је ту немачка легија остала без муниције. Мишел Неј је после тога преместио артиљерију према савезничком центру и почео уништавати савезничке пешадијске квадрате. Да су имали резервне пешадије Французи би се пробили кроз Велингтонов центар. Пруси су почели потискивати Лобауове снаге из Плансеноа, који је био иза француске десне стране. Наполеон је на то послао Младу Гарду од 10 батаљона да би вратио Прусе. Млада Гарда је после тешких борби вратила Плансеноа, али је после контранапада поново је изгубила. Наполеон на то шаље два батаљона Старе гарде, који после тешке борбе бајонетама поново заузимају Плансеноа. Поново су Пруси, под заповедништвом фон Билова и Пирха напали Плансеноа. Пруса је било 30.000, а Француза 20.000. Стара гарда и друга војска задржавали су око сат времена масивни пруски контранапад, па су били поново избачени из Плансеноа. Французи су имали стравичне губитке. На пример једна јединица младе гарде имала је 92% губитака.

### Империјална гарда напада Велингтонов центар
Велингтонов центар је био изложен после француског заузимања Ла Хеј Сента. Наполеон је укључио своју последњу резерву, дотад непобедиву Империјалну гарду. Око 3.000 гардиста је прошло кроз савезничку ватру и поразили су савезничку прву линију. У међувремену на бојно поље су коначно дошли делови Цитеновог 1. пруског армијског корпуса, па су олакшали притисак на Велингтоново лево крило. Велингтон је после тога могао да ојача свој разбијени центар. Француски гардијски напад се настављао и ситуација је постала критична за Велингтонову војску. Низоземска артиљерија је покушала зауставити напредовање француске гарде.
На западу је 1.500 британских гардиста лежало штитећи се од артиљеријске ватре. Они су изненадили Империјалну гарду кад су устали и запуцали. Задали су Империјалној гарди тежак ударац. Француска ловачка пешадија се распоредила да одговори на ватру, али после 10 минута борбе малобројнији Французи су се поколебали. Уследила је борба бајонетама, а у помоћ је дошао свеж батаљон француске ловачке пешадије. Британска гарда се тада почела повлачити, али ни Французи нису напредовали због ватре са стране.

### Повлачење Империјалне гарде изазива панику
Остаци Империјалне гарде повукли су се разбијено и хаотично. Паника се раширила француским редовима, да се гарда повлачи и да се свако спаси како може. Војвода од Велингтона је проценио да је повлачење гарде тренутак кад треба напасти. Сигнализовао је напад на Французе. Савезничка пешадија је била гранатирана цели дан, а сад је појурила на Французе, који су се почели повлачити. После неуспелог напада на савезнички центар Империјална гарда сакупила се и прегруписала јужно од Ла Хеј Сента. Остала су само три или четири батаљона гарде. Напади бригаде Фредерика Адама и делова 5. бригаде изазвали су даљњу конфузију код гарде. Они који су остали у полуповезаним јединицама повукли су се борбом према Ла Бел Алијансу.

### Плансеноа пада, а Французи се свуда повлаче
Касно поподне стизали су много већи делови Цитеновог 1. корпуса у подручје северно од Ла Хеј Сента. То је омогућило Велингтону да ојача свој центар на време пре Наполеоновог напада и да тако одбије тај опасни напад. Када је француска гарда протерана из Велингтоновог центра пруски 1. корпус се пробијао кроз француски центар. До 19:30 француске линије су закривљене у облику потковице. Центар је био у Ла Хеј Сенту, а крајеви потковице лево у Хугемонту и десно у Плансенои. Французи су поново заузели позиције у Ла Хеј Сенту и Папелоту. Фон Хофманова 24. регимента их је одатле избацила. Почеле су и борбе за избочину дуж Папелоте. Заједно са другим јединицама и одатле су избацили Французе. Диритова дивизија се распадала под нападима, а онда је коњица пруског 1. корпуса почела пролазити кроз рупу. Под претњом масивног коњичког напада су се повукли, па је 1. пруски корпус заузео Бриселски друм, једину француску одступницу.
Пруси су започели велики трећи напад на Плансеноа, са три бригаде. Свака пруска бригада имала је 9 батаљона и била је отприлике величине француске дивизије. Плансеноа је бранила француска гарда и друге јединице. Успели су избацити Французе одатле. Пруски 4. корпус је напредовао даље, а свуда су се Французи повлачили. Француски и центар у оба крила се се распадали.

### Тешки пораз
Француски фронт се распадао под општим нападом савезничке и пруске војске после пада Плансеноа. Последња јединица која је пружала здружен отпор била су два батаљона Старе гарде на месту Ла Бел Алијансу. То је била лична Наполеонова гарда. Наполеон се још једно време надао да ако се они ту одрже да ће се француска војска поново скупити. Али повлачење се претворило у уништење. Гарда је формирала два квадрата као заштиту од напада водећих делова савезничке коњице. Гарда се борила док се Наполеон није уверио да се мора повући. Оба квадрата су се повлачила у добром распореду наилазећи на француску војску, која је била разбијена и где више није било јединица. Савезничка коњица је до 23:00 гањала Французе, који су бежали. Пруси су под командом генерала фон Гнајзенауа наставили потеру и по ноћи.

## Закључак
Велингтон и фон Блихер су се срели око 21:00, а то је означило крај битке. Савезници су имали 15.000 мртвих или рањених, а Пруси 7.000. Наполеон је имао 25.000 мртвих или рањених и 8.000 заробљених. Наполеон је био свргнут и једно време је био у бегу, пре него што се предао Британцима. Наводно је Наполеон покушао да побегне у Северну Америку. Био је заточен на острву Света Јелена, где је и умро 1821.
Постоје тврдње да су кости погинулих млевене у ђубриво.